# Edward Sapir
Edward Sapir (/səˈpɪəɹ/), född 26 januari 1884, död 4 februari 1939, var en amerikansk antropolog och lingvist och en förgrundsfigur inom den amerikanska strukturalistiska lingvistiken. Han är en av upphovsmännen till vad som nu kallas för Sapir–Whorf-hypotesen. Han kan ses som en av den moderna amerikanska lingvistikens mest inflytelserika personligheter.

## Liv och arbete
Sapir föddes 1884 i dåvarande Lauenburg i Tyskland, numera Lębork i Polen. 1904 utexaminerades han från Columbia University med en examen i germanistik, men hans lingvistiska intresse visade sig snabbt vara mycket bredare än så. Under de närmast följande två åren påbörjade han fältstudier av språken wishram och takelma. Under sin tid vid Columbia mötte han sin mentor, antropologen Franz Boas, som sannolikt var den som inspirerade Sapir till att studera de amerikanska indianspråken. Han hjälpte Sapir att genomföra en studie av det vid tiden närmast utdöda språket yana i norra Kalifornien 1907–1908. Sapir återvände 1911 för en kort tid för att arbeta med Ishi, den siste överlevande enspråkige talaren av yahi (sydlig yana).
Under åren 1910 till 1925 byggde han upp och ledde den antropologiska avdelningen av Geological Survey of Canada i Ottawa. Bland de många bedrifterna under denna mycket produktiva period återfinns en omfattande serie av verk om nootka och andra språk. Under denna period publicerades också hans mest inflytelserika verk Language (1921), ett verk som än idag spelar stor roll inom lingvistiken. En av hans sista insatser vid Geological Survey of Canada var att skapa möjlighet för Leonard Bloomfield att företa fältstudier om cree, vilket var avgörande för dennes arbete med den historiska rekonstruktionen av algonkinspråken. Sapir undervisade från 1927 i germanistik vid University of Chicago, ett av de fåtaliga forskningsuniversiteten i USA. Från 1931 till sin död var Sapir sedan knuten till Yale University, där han kom att leda den antropologiska institutionen. 
Sapir var en av de första att utforska förhållandet mellan språkstudier och antropologi. Bland hans studenter återfinns Fang-kuei Li, Benjamin Whorf, Mary Haas och Harry Hoijer, men den som anses vara hans intellektuella arvinge var en ung semiticist som formellt inte var en av hans studenter, Zellig Harris.
Några förslag från Sapir om hur språket influerar hur människor tänker plockades upp och vidareutvecklades av Whorf när denne vikarierade under Sapirs sjukdom. Från 1940-talet blev detta känt som Sapir–Whorf-hypotesen.
Sapir dog av hjärtproblem vid 55 års ålder 1939.
Sapirs huvudområde bland de amerikanska språken var de athapaskiska språken. Bland de många språk och kulturer som han studerat återfinns wishram, navajo, nootka, paiute, takelma och yana (i synnerhet i dess sydliga variant yahi).  Även om han är mest berömd för sitt arbete inom amerikansk lingvistik, så arbetade han också mycket med lingvistik i allmänhet, som kan ses till exempel i hans bok Language. I detta verk tillhandahålls allting från typologiska indelningar av språk (med exempel från kinesiska till nootka) till hypoteser om areala drag (language drift) och den godtyckliga naturen hos förhållandet mellan språk, ras och kultur.